# Циллиакус, Конни
Ко́нни (Конрад Виктор) Циллиа́кус (фин. Konni Zilliacus, 18 декабря 1855 — 19 июня 1924, Хельсинки) — финский авантюрист, писатель, революционер и политик.

## Биография
Около десяти лет путешествовал по миру. Жил в Коста-Рике, занимался журналистикой в Чикаго. Жил в Японии (1894 — 1896), Египте и Париже. В 1898 году возвратился в Финляндию.
В 1900 начал издавать в Стокгольме газету Fria Ord («Свободное слово»), редактировавшуюся сначала самим Циллиакусом, а затем его другом Арвидом Неовиусом. Газета поддерживала идеи финского сепаратизма и активно сотрудничала с российскими революционными изданиями.
В течение трёх лет Циллиакус также сам перевозил из Швеции в Финляндию свою газету и другую революционную литературу на специально построенной для этого 20-метровой яхте.
Один из организаторов и руководителей Финляндской Партии активного сопротивления, имевший широкие связи в российском революционном движении.

### Революционная деятельность
С 1902 года пропагандировал через свою газету идею объединения с российскими оппозиционными партиями в борьбе с русским самодержавием. В 1903 году вступил в переговоры с лидерами крупнейших революционных партий России. Занимался доставкой оружия и нелегальной литературы в Россию контрабандным путём. В феврале 1904 познакомился с японским военным атташе полковником Мотодзиро Акаси, помогал ему установить контакты с российскими революционерами. Совместно с Акаси разработал план финансирования деятельности российской оппозиции. Получал от японцев крупные суммы денег на подрывную работу в России. Контрабандой провозил в Финляндию нелегальную литературу и оружие. В сентябре 1904 года на японские деньги организовал Парижскую конференцию российских оппозиционных партий, на которой была выработана программа совместной борьбы с самодержавием. Программа включала как легальные, так и нелегальные методы борьбы. Общей целью всех партий должно было стать «уничтожение самодержавия и замена его свободным демократическим режимом на основе всеобщей подачи голосов».
После январских событий 1905 года разработал новый план совместных действий российских революционеров. С этой целью в марте 1905 организовал новую, Женевскую конференцию российских революционных партий. Инициатором созыва конференции был священник Георгий Гапон, но подготовка и финансирование конференции осуществлялись Циллиакусом в сотрудничестве с Акаси. На конференции был разработан план действий, конечной целью которых было поднятие в России вооружённого восстания. Для подготовки восстания был создан объединённый боевой комитет, деятельность которого финансировалась из японских источников. Начало восстания было назначено на лето 1905 года. Для доставки в Россию оружия Циллиакусом и его сотрудниками был приобретён пароход «Джон Графтон», отправленный из Лондона в августе 1905. Однако пароход, не достигнув цели, сел на мель в Финском заливе. О деятельности Циллиакуса и его соратников российский Департамент полиции получал сведения через своих агентов Е. Ф. Азефа и И. Ф. Манасевича-Мануйлова.
Циллиакус вернулся в Финляндию в 1906 году, но ввиду разоблачения его связей с японской разведкой в 1909 году был вынужден уехать в Англию. Окончательно вернулся на родину в 1918 году. 
Конни Циллиакус был женат на американке Лилиан Грэйф (Lilian McLaurin Grafe, 1873—1938). Сын Циллиакуса, родившийся в 1894 году, которого также звали Конни, стал левым британским политиком, депутатом парламента от Лейбористской партии. С нескрываемым цинизмом он вспоминал о шовинистическом воспитании, полученном им в семье:
«Из детства я вынес две идеи, крепко закрепившиеся у меня в голове: первое, что когда-то в России будет революция, и это будет нечто великое и хорошее, чего ждут все либеральные и цивилизованные люди. Второе, что русские — отсталая, варварская и полуазиатская нация, у которой остальному миру нечему учиться политически, хотя революция должна освободить финнов и поляков и позволить России начать догонять Запад».

## Свидетельства современников
В августе 1905 г. Циллиакус вел в Стокгольме переговоры с Георгием Гапоном, которому отводилась важная роль в организации вооружённого восстания в Петербурге. Принимавший участие в этих переговорах литератор В. А. Поссе оставил такую характеристику личности Циллиакуса:
«Цилиакус… был человек прямо гигантского роста и сложения: мог бы в этом отношении потягаться с самим Бисмарком. Несмотря на свои пятьдесят с лишком лет, он поражал жизнерадостностью и неистощимой энергией. Цилиакус говорил ломаным русским языком, с сильным акцентом, но говорил много, живо, весело, пересыпая речь шутками. Любил рассказывать русские анекдоты не совсем скромного содержания, и они казались смешными главным образом потому, что произносились коверканным языком…
Этот удивительный человек изъездил и исходил пешком чуть ли не весь земной шар. Жил в Японии и Китае, пешком перерезал от океана к океану Южную Америку, бывал в Африке и всюду чувствовал себя как дома. Это был авантюрист высшей марки. Революция манила его главным образом связанными с ней приключениями. В разных странах он, вероятно, охотился на разных зверей, и теперь у себя на родине увлекался охотой на русское самодержавие…
Собираясь уходить, Цилиакус расцеловался с нами и, обращаясь к Гапону, внушительно сказал:
— Смотрите, зажигайте там, в Питере, скорее, нужна хорошая искра. Жертв не бойтесь. Вставай, подымайся, рабочий народ. Не убыток, если повалится сотен пять пролетариев, свободу добудут. Всем свободу».

## Сочинения
- Utvandrarehistorier (4 bd, 1890-99)
- Amerikas förenta stater (1893)
- Japanesiska studier och skizzer (1896)
- Det revolutionära Ryssland (1902)
  - The Russian revolutionary movement. By Konni Zilliacus. Tr. by the authority and at the request of the author. E.P. Dutton & Co., New York. 1905
  - Циллиакус К. Революционная Россия. Возникновение и развитие революционного движения в России. СПб. В. П. Яковенко. 1906.
  - Revolution und Gegenrevolution in Russland und Finnland. Autorisierte Übersetzung aus dem Manuskripte von Carl Morburger. München. 1912. Georg Müller.
- Från ofärdstider till oroliga år (2 bd, 1919-20)